# Elecciones parlamentarias de Noruega de 1981
Las elecciones parlamentarias de Noruega se realizaron entre el 13 y 14 de septiembre de 1981. El Partido Laborista se convirtió en el partido más grande del Storting, obteniendo 66 de los 155 escaños. El Høyre obtuvo mayores ganancias y logró consolidar un gobierno por sí mismo. En 1983 se estableció un gobierno de coalición junto con el Partido Demócrata Cristiano y el Partido de Centro.[cita requerida]

## Resultados
| Partido                             | Votos     | %    | Escaños | +/–   |
| ----------------------------------- | --------- | ---- | ------- | ----- |
| Partido Laborista                   | 914 749   | 37.2 | 66      | –10   |
| Høyre                               | 780 372   | 31.7 | 53      | +12   |
| Partido Demócrata Cristiano         | 219 179   | 8.9  | 15      | –7    |
| Partido de la Izquierda Socialista  | 121 561   | 4.9  | 4       | +2    |
| Partido del Progreso                | 109 564   | 4.5  | 4       | +4    |
| Partido de Centro                   | 103 753   | 4.2  | 11      | –1    |
| Lista conjunta no socialista        | 88 969    | 3.6  | *       | –     |
| Venstre                             | 79 064    | 3.2  | 2       | 0     |
| Alianza Electoral Roja              | 17 844    | 0.7  | 0       | 0     |
| Partido Popular Liberal             | 13 344    | 0.5  | 0       | 0     |
| Partido Comunista                   | 6673      | 0.3  | 0       | 0     |
| Partido del Plebiscito              | 1145      | 0.0  | 0       | Nuevo |
| Partido Tom A. Schanke              | 826       | 0.0  | 0       | Nuevo |
| Representantes Elegidos Librementes | 801       | 0.0  | 0       | 0     |
| Lista Popular de Laponia            | 594       | 0.0  | 0       | 0     |
| Amplia Lista no Partidista          | 383       | 0.0  | 0       | Nuevo |
| Votos en blanco/nulos               | 3.387     | –    | –       | –     |
| Total                               | 2 462 142 | 100  | 155     | 0     |
| Participación electoral             | 3 003 093 | 82.0 | –       | –     |
| Fuente: Nohlen & Stöver             |           |      |         |       |

* Se obtuvieron cinco escaños mediante listas conjuntas, las cuales fueron ocupadas por el Partido de Centro.